# مستصفرة الحور
مستصفرة الحور (الاسم العلمي:Xanthomonas populi) هي نوع من البكتيريا يتبع جنس المستصفرة من الفصيلة المستصفرية.